# Prolegomenon
Prolegomenon (altgriechisch προλεγόμενον prolegómenon, deutsch ‚Vorwort‘) heißt wörtlich „vorher Gesagtes“ als substantiviertes Partizip Präsens Passiv Neutrum von προλέγειν prolégein, deutsch ‚vorher sagen‘. Der Plural lautet, wie im Griechischen, Prolegomena (προλεγόμενα prolegómena).
Bedeutungen:
- einleitende Vorbemerkungen und Vorreden zu wissenschaftlichen Darstellungen, in denen die Terminologie, die Namen und die Einteilung des Gegenstandes klargestellt und eingeführt werden.
- Allgemein bildungssprachlich: Einführung, Vorrede zu einem wissenschaftlichen Werk, Vorbemerkung.

Besonders bekannt sind die Prolegomena zu einer jeden künftigen Metaphysik, die als Wissenschaft wird auftreten können von Immanuel Kant, die Prolegomena zu Homer von Friedrich August Wolf von 1795 oder die Prolegomena in der Dogmatik.
In der umfassendsten Auffassung sind die Prolegomena die allgemeinsten Grundlagen der Wissenschaft und Kultur, somit wird der Begriff so gut wie niemals in der Einzahl benutzt. Zu den allgemeinsten Grundlagen gehören die Begriffsbestimmung, der Gegenstand, die Ziele und das Wesen der Wissenschaft und der Kultur. Daneben sind das Schrifttum im Allgemeinen, die Dokumentation, die gesamte literarische Produktion überhaupt gemeint. Sprache und Schrift, Semiotik, Syntax und Semantik im Allgemeinen, Zeichen, Symbole und Schreibstoffe gehören dazu wie die verschiedenen anderen Arten der Wiedergabe von Gedanken und Ideen. Anwendungen des Wissens, wie die Analyse, Klassifikation und das Systematisieren sind Elemente der Prolegomena. Letztlich zählt dazu auch die Behandlung von Zivilisation, Kultur und Fortschritt.